# Larbaâ (Tissemsilt)
Larbaâ è un comune dell'Algeria, situato nella provincia di Tissemsilt.